# Jacurso
Jacurso (en calabrès Jicùrzu) és un municipi italià, situat a la regió de Calàbria i a la província de Catanzaro. L'any 2023 tenia 549 habitants. Ès conegut per la producció de gelat artesanal.

## Demografia
| 1r gener 2017 | 1r gener 2018 | 1r gener 2023 |
| 623           | 614           | 549           |

## Administració
| Dates mandat | Nom de l'alcalde/ssa | Causa finalització |
| ------------ | -------------------- | ------------------ |